# Ectoedemia lucidae
Ectoedemia lucidae là một loài bướm đêm thuộc họ Nepticulidae. Nó được miêu tả bởi Scoble năm 1983. Nó được tìm thấy ở Nam Phi (Nó đã dược miêu tả ở the Golden Gate National Park in the Orange Free State).
Ấu trùng ăn Halleria lucida.